# Soziale Einrichtung
Soziale Einrichtungen sind öffentliche Einrichtungen, die die Aufgaben des Sozialsystems erfüllen.
In Deutschland sind nach dem Subsidiaritätsprinzip freie Träger (siehe auch Wohlfahrtspflege) vorrangig vor einer öffentlich-rechtlichen Trägerschaft zu behandeln und zu unterstützen.
Soziale Einrichtungen sind z. B. Kindergärten, Seniorenheime oder Angebote für behinderte Menschen. Weitere Beispiele sind Kulturzentren, interkulturelle Zentren, Integrationsagenturen und -zentren sowie Multi-Generationen-Zentren bzw. Familienzentren. Sie lassen sich mehr oder weniger trennscharf von Einrichtungen mit anderen Aufgaben abgrenzen, z. B. Schulen (Bildungsauftrag) oder Krankenhäuser (medizinische Versorgung).